# Daumesnil (metropolitana di Parigi)
Daumesnil è una stazione sulle linee 6 e 8 della metropolitana di Parigi ed è ubicata nel XII arrondissement di Parigi.

## La stazione
La stazione venne aperta nel 1909 per la linea 6 e nel 1931 per la linea 8.
Il suo nome deriva dal generale Pierre Daumesnil (1776-1832) che perse una gamba nella battaglia di Wagram. Nel 1814, quando era governatore, egli rifiutò di consegnare ai russi il Castello di Vincennes, dicendo: «Consegnerò Vincennes quando mi renderete la mia gamba». Nel 1830, nuovamente, rifiutò di consegnare, questa volta alla folla, i ministri di Carlo X detenuti a Vincennes.
La stazione ricorda anche Félix Eboué (1884-1944), governatore della Guadalupa nel 1936, e quindi del Ciad nel 1938. Egli si inserì nelle Forces françaises libres (FFL) nel 1940 e venne nominato governatore generale dell'Africa Equatoriale Francese (AEF).

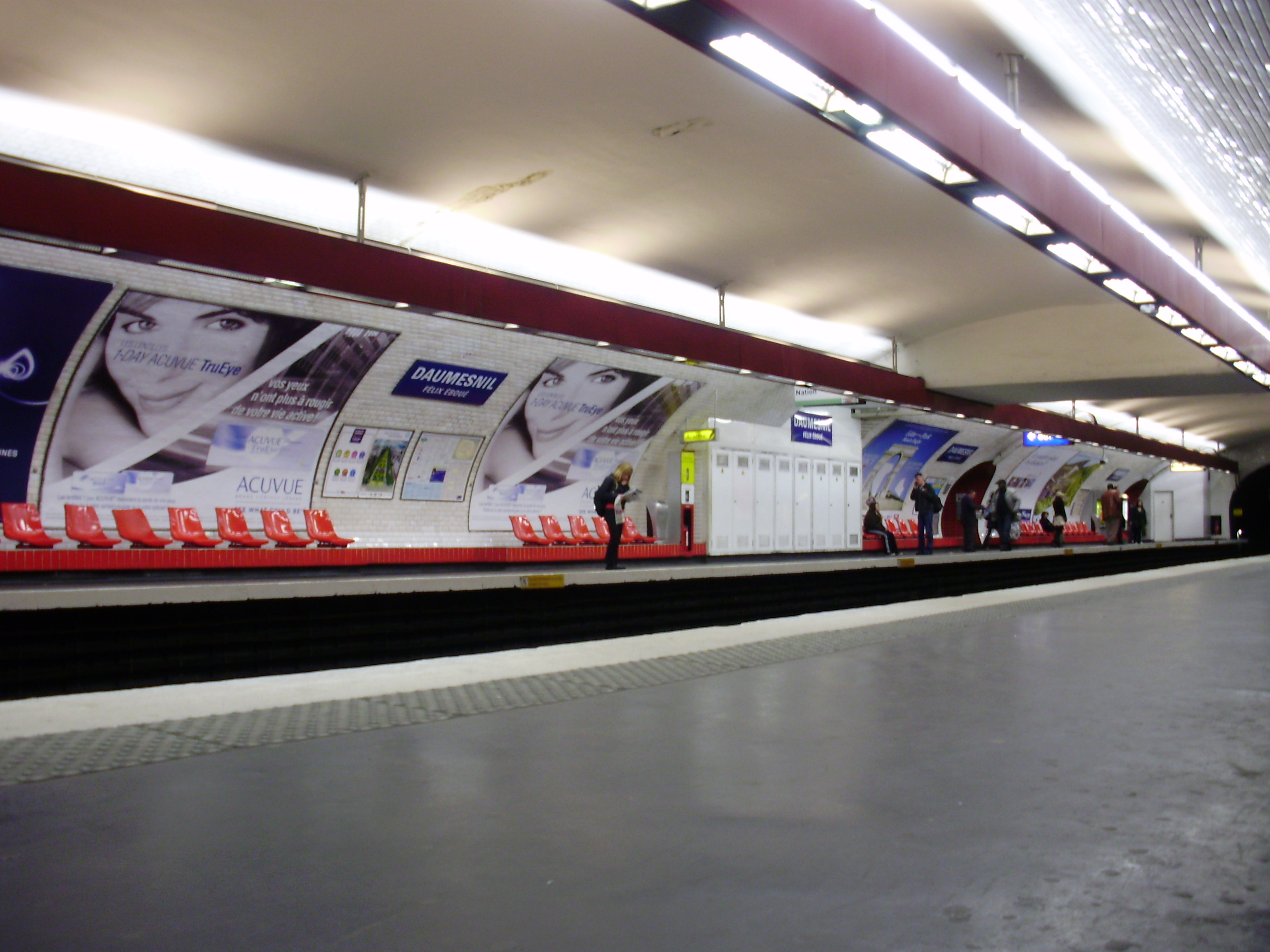
Banchina della linea 6
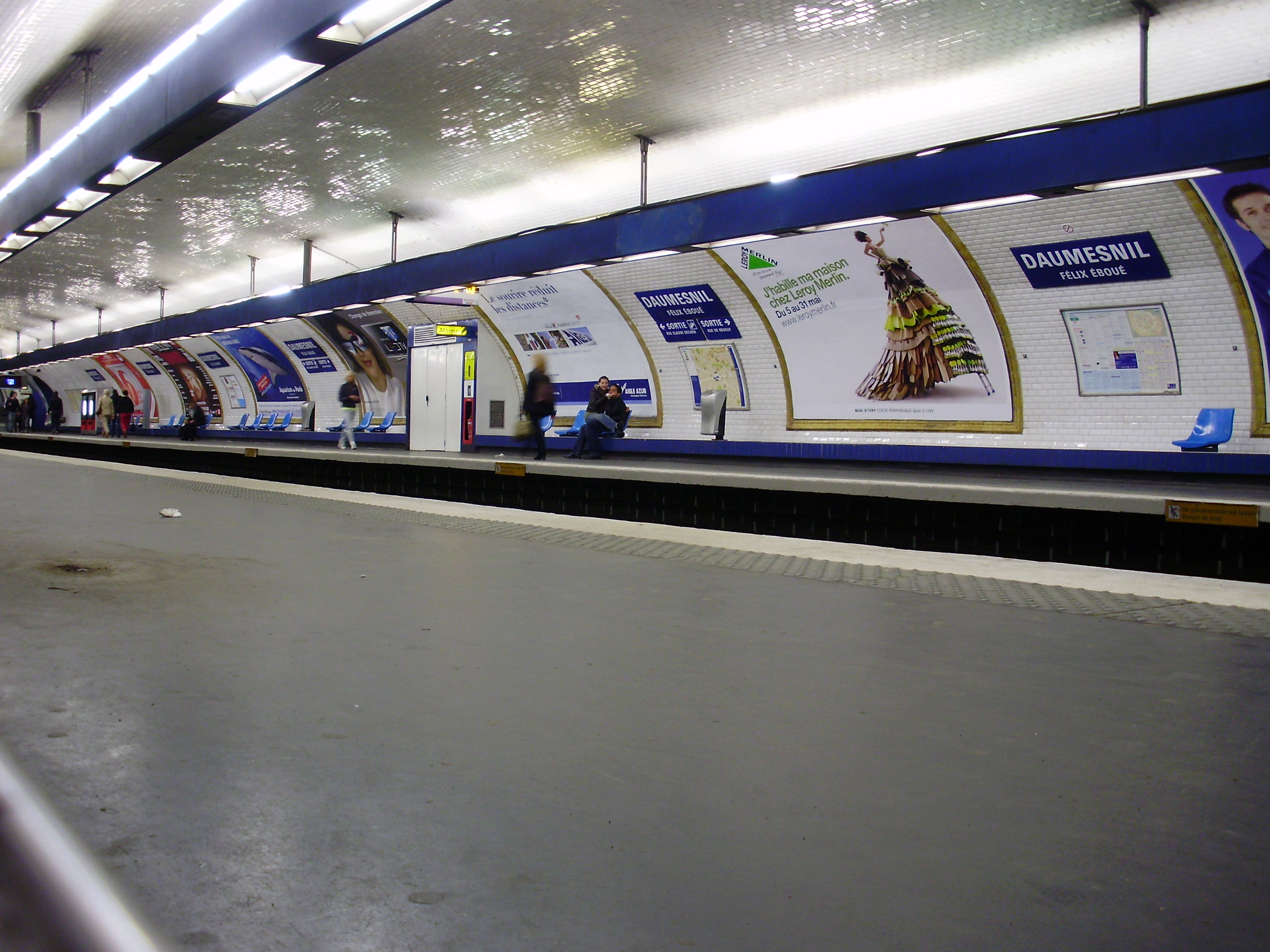
Banchina della linea 8

## Accessi
- rue de Reuilly : 118, rue de Reuilly
- avenue Daumesnil di fronte al 199: scala a place Félix Éboué, di fronte al 199, avenue Daumesnil
- rue Claude Decaen, numeri pari: 100, rue Claude Decaen
- rue Claude Decaen, numeri dispari: 105, rue Claude Decaen

## Interconnessioni
- Bus RATP - 29, 46, 64